# Bastiaan Belder

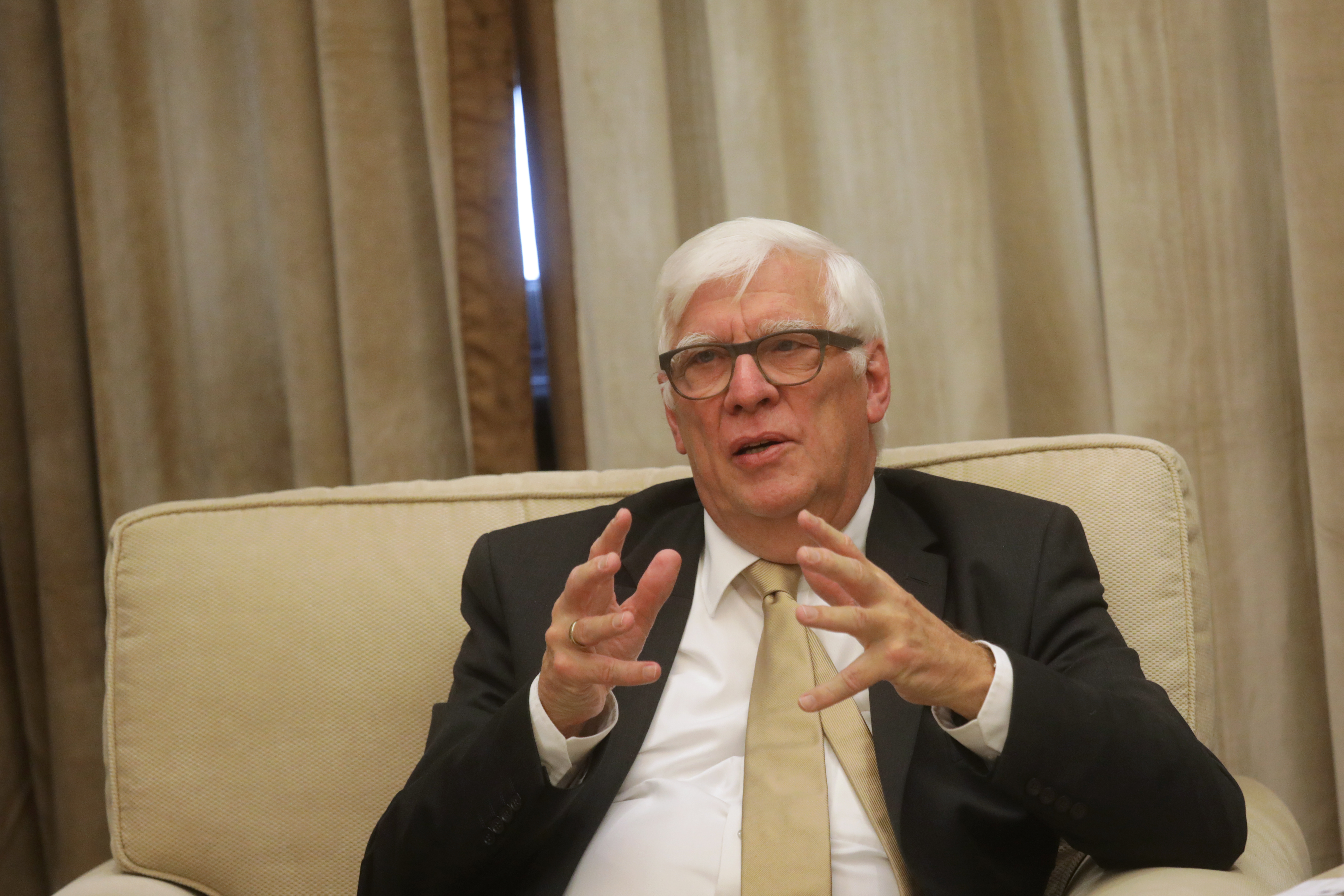
Bastiaan Belder

Bastiaan "Bas" Belder (född den 25 oktober 1946 i Ridderkerk, Zuid-Holland) är en nederländsk politiker, aktiv inom Reformerta samhällspartiet (RSP).
Han har en examen i Östeuropas historia från universitetet i Utrecht.
1969-1984 arbetade Belder som gymnasielärare i Rotterdam och 1984-1999 var han utrikesredaktör på tidningen Reformatorisch Dagblad i Apeldoorn.

## Europaparlamentariker
Sedan 1999 representerar han valalliansen Kristliga Unionen-RSP i Europaparlamentet.
Belder är ledamot av kommittén för utrikes affärer och ordförande för delegationen för relationer till USA.
Han är även medlem av parlamentarikergruppen Självständighet/Demokrati och suppleant i regionutvecklings-, konstitutions- och utrikeshandels-utskotten.